# Klíčany
Klíčany jsou obec v okrese Praha-východ ve Středočeském kraji. Rozkládá se asi čtrnáct kilometrů severně od centra Prahy a devatenáct kilometrů západně od města Brandýs nad Labem-Stará Boleslav. Žije zde 610 obyvatel.
V těsném sousedství obce vede dálnice D8.

## Historie
První písemná zmínka o obci pochází z roku 1380.

## Obyvatelstvo
| Rok            | 1869 | 1880 | 1890 | 1900 | 1910 | 1921 | 1930 | 1950 | 1961 | 1970 | 1980 | 1991 | 2001 | 2011 | 2021 |
| -------------- | ---- | ---- | ---- | ---- | ---- | ---- | ---- | ---- | ---- | ---- | ---- | ---- | ---- | ---- | ---- |
| Počet obyvatel | 213  | 223  | 273  | 227  | 341  | 308  | 314  | 266  | 314  | 283  | 276  | 288  | 293  | 414  | 563  |
| Počet domů     | 31   | 31   | 29   | 32   | 33   | 41   | 54   | 63   | 63   | 61   | 64   | 74   | 76   | 98   | 114  |

## Obecní správa

### Územněsprávní začlenění
Dějiny územněsprávního začleňování zahrnují období od roku 1850 do současnosti. V chronologickém přehledu je uvedena územně administrativní příslušnost obce v roce, kdy ke změně došlo:
- 1850 země česká, kraj Praha, politický i soudní okres Karlín[6]
- 1855 země česká, kraj Praha, soudní okres Karlín[6]
- 1868 země česká, politický i soudní okres Karlín[6]
- 1927 země česká, politický okres Praha-venkov, soudní okres Karlín[7]
- 1929 země česká, politický okres Praha-venkov, soudní okres Praha-sever[8]
- 1939 země česká, Oberlandrat Praha, politický okres Praha-venkov, soudní okres Praha-sever[9]
- 1942 země česká, Oberlandrat Praha, politický okres Praha-venkov-sever, soudní okres Praha-sever[10]
- 1945 země česká, správní okres Praha-venkov-sever, soudní okres Praha-sever[11]
- 1949 Pražský kraj, okres Praha-sever[12]
- 1960 Středočeský kraj, okres Praha-východ[13]

### Obecní symboly
Znak a vlajka byly obci uděleny rozhodnutím předsedkyně Poslanecké sněmovny Parlamentu České republiky dne 26. května 2011.

## Společnost

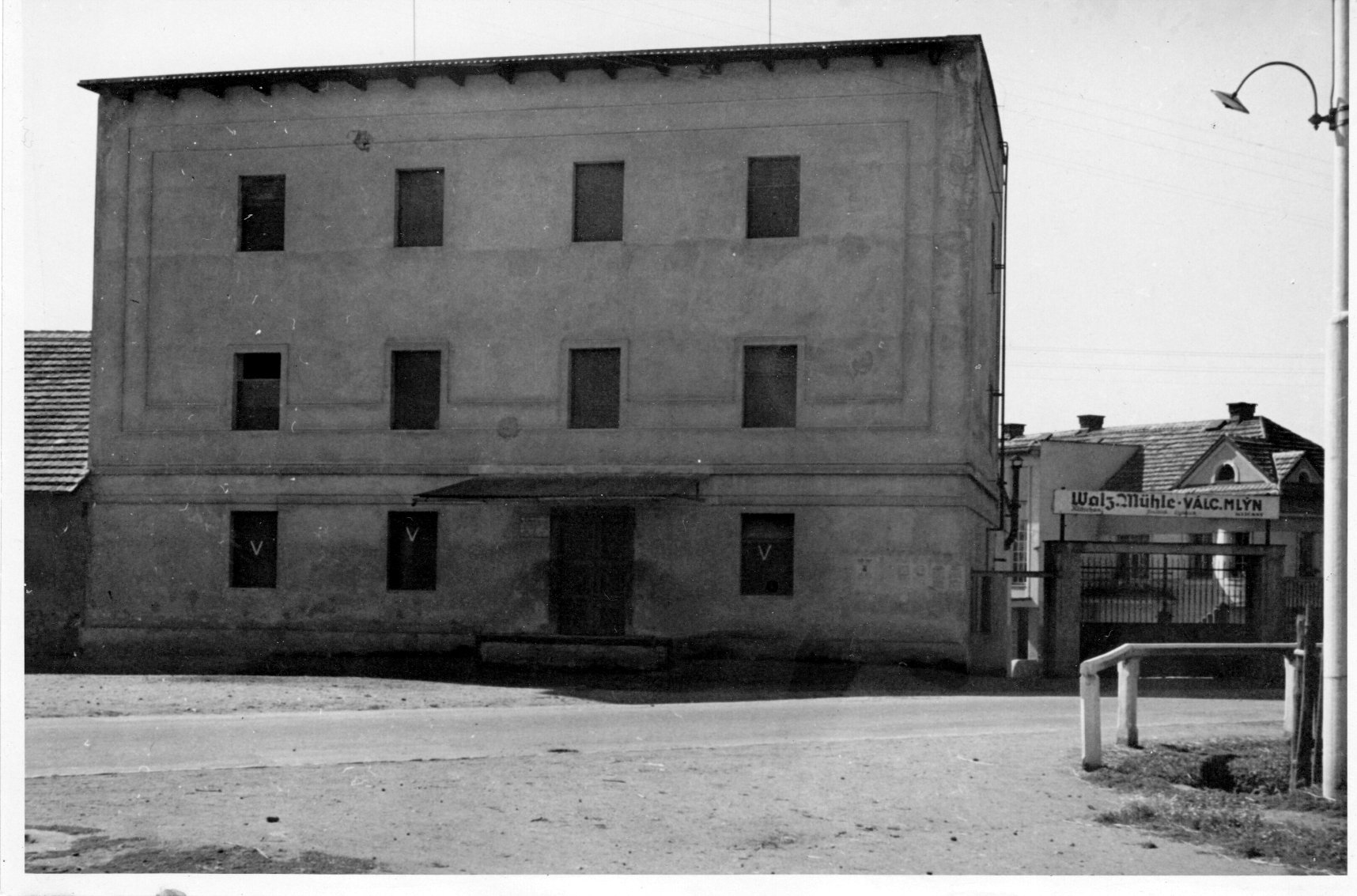
Mlyn Klicany, rok 1945, pohled z hlavni silnice

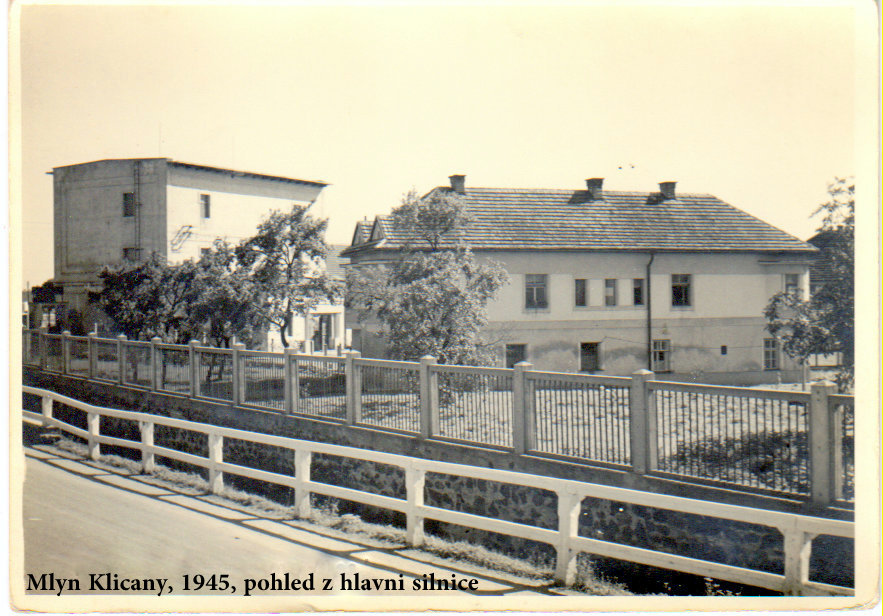
Mlyn Klicany, pohled z hlavni silnice, smer Praha

V obci Klíčany (334 obyvatel) byly v roce 1932 evidovány tyto živnosti a obchody: 2 výrobny cementového zboží, cihelna, 2 obchody s dobytkem, 2 hostince, kovář, mlýn, 2 obuvníci, pekař, 4 rolníci, řezník, 2 obchody se smíšeným zbožím, trafika, 2 velkostatky (Fischl, Pazderníková), zednický mistr.

## Doprava
Dopravní síť
- Pozemní komunikace – Obcí prochází silnice II/608 Praha-Libeň - Klíčany - Veltrusy - Straškov-Vodochody - Doksany - Terezín. Ve vzdálenosti 3,5 km lze najet na dálnici D8 na exitu 1 (Zdiby).

- Železnice – Železniční trať ani stanice na území obce nejsou.

Veřejná doprava 2011
- Autobusová doprava – V obci měly zastávku autobusové linky do těchto cílů: Kralupy nad Vltavou, Litoměříce, Neratovice, Odolena Voda, Praha, Roudnice nad Labem (dopravce ČSAD Střední Čechy, a. s.). Ve všední den prochází obcí linky příměstské dopravy 370,372 a 373 (cca 85 spojů v jednom směru). O víkendu je v provozu pouze linka 373 (cca 15 spojů v jednom směru). V noci pátek/sobota a sobota/neděle je provozována linka 608 v trase Praha-Kobylisy → Odolena Voda (1 spoj v daném směru).

## Pamětihodnosti

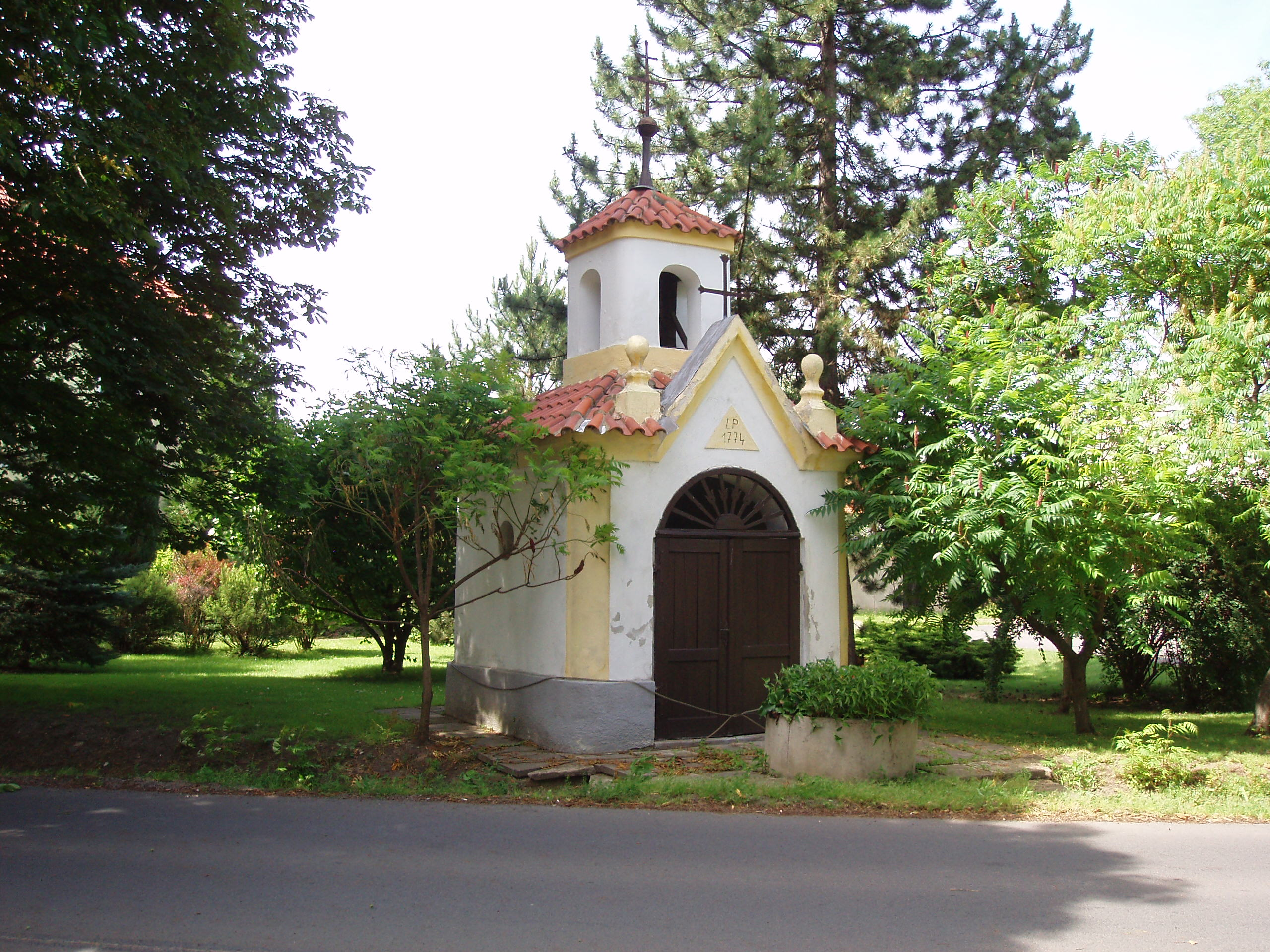
Kaple v Klíčanech

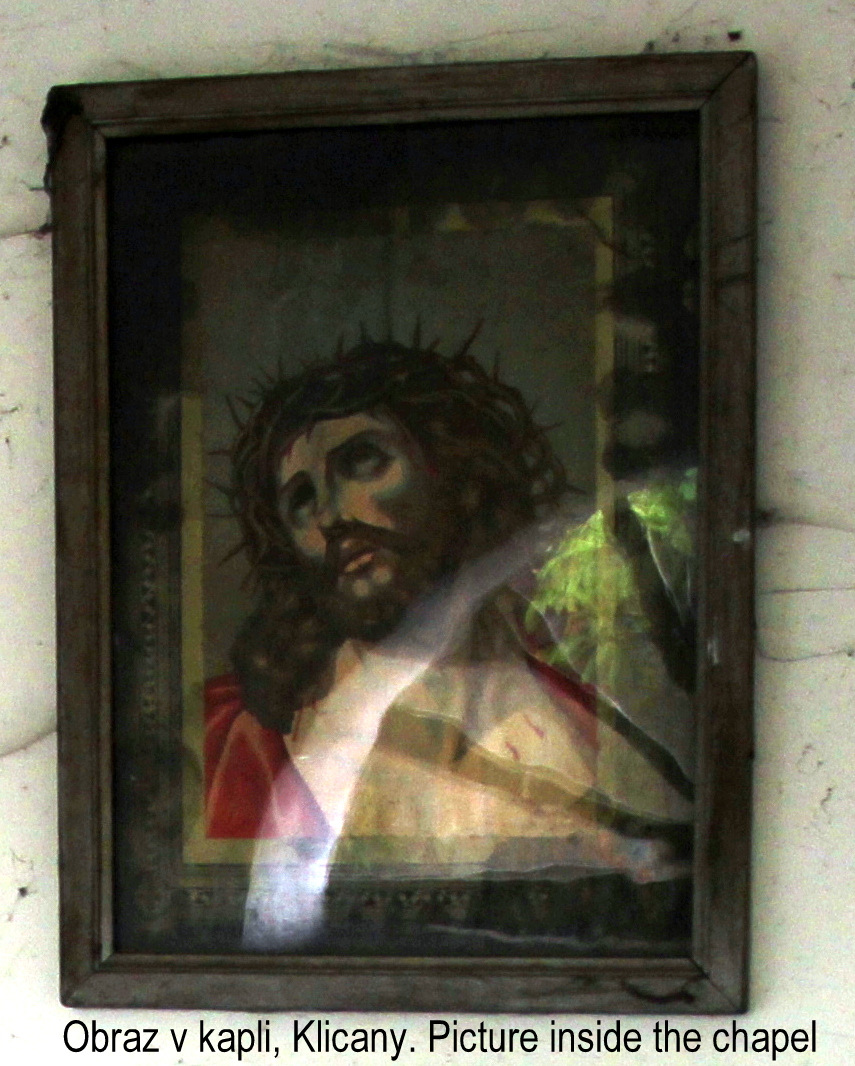
Obrázek uvnitř kaple

V obci se nachází pozdně barokní kaple z roku 1774 se zvonicí. Zvonice byla před lety ukradena a dnes tam není.